# تومي سامبسون
تومي سامبسون (بالإنجليزية: Tommy Sampson)‏ (18 أغسطس 1954 في المملكة المتحدة - ) هو لاعب كرة قدم بريطاني في مركز الدفاع. لعب مع نادي ميلوول ونادي دارتفورد.